# Verkehrsbetriebe Brandenburg an der Havel

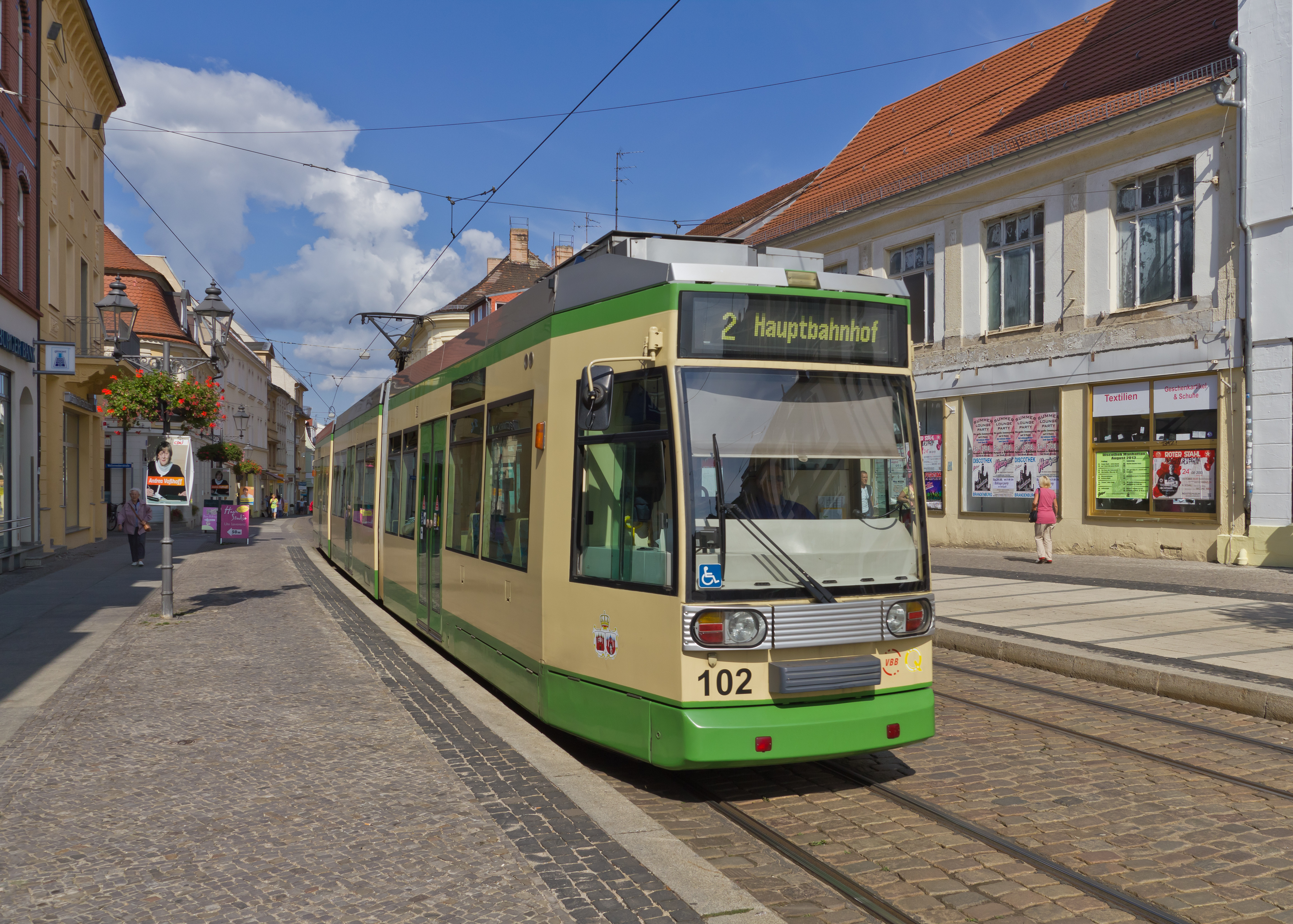
MGT6D in der Hauptstraße, 2013

Die Verkehrsbetriebe Brandenburg an der Havel GmbH (VBBr) ist ein Verkehrsunternehmen, das den öffentlichen Personennahverkehr in der Stadt Brandenburg an der Havel betreibt. Das Unternehmen befindet sich im Eigentum der Technische Werke Brandenburg an der Havel GmbH, die wiederum im Besitz der Stadt ist. Aktuell betreibt die VBBr zwei Straßenbahnlinien, zwölf Omnibuslinien im Tagesverkehr und drei Omnibuslinien im Nachtverkehr. Weiterhin ist die VBBr Eigner der Fähre Neuendorf, die jedoch durch die Brandenburger Dienstleistungen GmbH betrieben wird.

## Aktuelle Linienübersichten

### Straßenbahn
| Linie | Strecke | Haltestellen | Bemerkungen |
| ----- | --- | ------------ | --- |
| 1     | Anton-Saefkow-Allee – Waldcafé Görden – Fontanestraße – Nicolaiplatz – Neustädtischer Markt – Hauptbahnhof – Steinstraße – Nicolaiplatz – Fontanestraße – Waldcafé Görden – Anton-Saefkow-Allee | 25           | aufgrund der Brückensperrung fährt die Linie 1 auch sonn- und feiertags                                                     |
| 2     | Quenzbrücke – Nicolaiplatz – Neustädtischer Markt – Hauptbahnhof – Steinstraße – Neustädtischer Markt – Nicolaiplatz – Quenzbrücke                                                              | 21           | seit dem 6. Dezember 2019 eingestellt aufgrund der Brückensperrung                                                          |
| 6     | Hohenstücken Nord – Fontanestraße – Nicolaiplatz – Neustädtischer Markt – Steinstraße – Hauptbahnhof – Neustädtischer Markt – Nicolaiplatz – Fontanestraße – Hohenstücken Nord                  | 22           | |
| 12    | Anton-Saefkow-Allee – Fontanestraße – Quenzbrücke | 20           | seit dem 6. Dezember 2019 eingestellt aufgrund der Brückensperrung, Die Linie 12 ersetzt sonn-/feiertags die Linien 1 und 2 |

### Omnibus
Tagesverkehr
| Linie | Strecke | Haltestellen | Bemerkung                                                                                         |
| ----- | --- | ------------ | ------------------------------------------------------------------------------------------------- |
| B     | Fontanestraße – Domlinden – Neustädtischer Markt – Hauptbahnhof – Große Gartenstraße – Wilhelmsdorfer Straße – Wilhelmsdorf (Malge) / Buhnenhaus | 33           | von Mai bis September einmal stündlich über Wilhelmsdorf weiter nach Malge                        |
| C     | Fontanestraße – Regattastrecke – Beetzsee Center – Butterlake – Hohenstücken Nord                                                                | 16           |                                                                                                   |
| D     | Göttin – Wilhelmsdorfer Straße – Neustädtischer Markt – Hauptbahnhof ZOB – Schmerzke                                                             | 20           | am Wochenende bedient durch Regionalbuslinien                                                     |
| E     | Bahnhof Kirchmöser – Plaue – Quenzbrücke – Bahnhof Görden – Hohenstücken Nord                                                                    | 32           | auf dem Abschnitt Bahnhof Kirchmöser - Plaue verstärkt durch parallel verkehrenden „Stadtteilbus“ |
| F     | Neuendorf – Bauhofstraße – Neustädtischer Markt – Segelflugplatz                                                                                 | 34           | fährt morgens zweimal von/nach Klein Kreutz, davon einmal von/nach Saaringen                      |
| H     | Fontanestraße – Parduin – Nicolaiplatz – Neuendorfer Straße – Wilhelmsdorfer Straße – Hauptbahnhof – Schmerzke / Potsdamer Straße                | 16           |                                                                                                   |
| K     | Hauptbahnhof – Wilhelmsdorfer Straße – Haveltor – Wilhelmsdorfer Straße – Hauptbahnhof                                                           | 4            | nur 2 Fahrten mo–fr (eine morgens Richtung Haveltor, eine nachmittags Richtung Hauptbahnhof)      |
| L     | Dreifertstraße – Bauhofstraße – Neustädtischer Markt – Hauptbahnhof ZOB                                                                          | 16           |                                                                                                   |
| P     | Hauptbahnhof – Fontanestraße – Regattastrecke | 10           | verkehrt nur zu bestimmten Veranstaltungen auf der Regattastrecke                                 |
| W     | Fontanestraße – Parduin - Nicolaiplatz – Bauhofstraße – Neustädtischer Markt – Hauptbahnhof ZOB – Wust, EKZ - Gollwitz, Am Schloss               | 20           |                                                                                                   |
| 2     | Fontanestraße / Hauptbahnhof ZOB – Quenzbrücke                                                                                                   | 14           | Ersatzlinie für Straßenbahnlinie 2                                                                |

Nachtverkehr
Die Nachtbuslinien übernehmen den Spätverkehr und insbesondere am Wochenende teilweise auch den Frühverkehr.
| Linie | Strecke | Haltestellen | Bemerkung                                                                   |
| ----- | --- | ------------ | --------------------------------------------------------------------------- |
| N1    | Hauptbahnhof – Neustädtischer Markt – Kanalstraße – Nicolaiplatz – Brielower Straße – Fontanestraße – Hohenstücken Nord                           | 21           | an der Haltestelle Kanalstraße Anschluss zum Bus N2 in die gleiche Richtung |
| N2    | Hauptbahnhof – Hauptstraße – Nicolaiplatz – Quenzbrücke – Hohenstücken-Nord                                                                       | 31           | an der Haltestelle Kanalstraße Anschluss zum Bus N1 in die gleiche Richtung |
| N4    | Hauptbahnhof – Neustädtischer Markt – Wilhelmsdorfer Straße – Wilhelmsdorf – Göttin – Wilhelmsdorfer Straße – Neustädtischer Markt – Hauptbahnhof | 25           |                                                                             |